# Zoologisk Billedbog
Zoologisk Billedbog er en dokumentarfilm fra 1923 med ukendt instruktør.

## Handling
Optagelser af en lang række dyr, krybdyr og fugle, hovedsageligt optaget i Zoologisk Have i København. I langt de fleste tilfælde ses dyret i sit respektive bur eller indelukke, men en enkelt optagelse viser en kvinde ('grevinden'), som sidder med en løveunge på skødet.